# سرجیو ارموتی
سرجیو ارموتی (به انگلیسی: Sergio Ermotti) (زاده ۱۷ آوریل ۱۹۳۷) کارآفرین، بانکدار و مدیر اجرایی سوئیسی است، که در حال حاضر به‌عنوان مدیرعامل بانک یوبی‌اس فعالیت می‌نماید. وی سابقه فعالیت در بانک‌های مریل لینچ، یونی‌کردیت و سیتی‌بانک، همچنین گروه بورس اوراق بهادار لندن را در کارنامه خود دارد.